# Каргачево
Каргачево — деревня в Вологодском районе Вологодской области.
Входит в состав Новленского сельского поселения, с точки зрения административно-территориального деления — в Новленский сельсовет.
Расстояние по автодороге до районного центра Вологды — 63 км, до центра муниципального образования Новленского — 3 км. Ближайшие населённые пункты — Андрюшино, Нестеровское, Есюнино.
По переписи 2002 года население — 2 человека.